# دواء تجريبي جديد

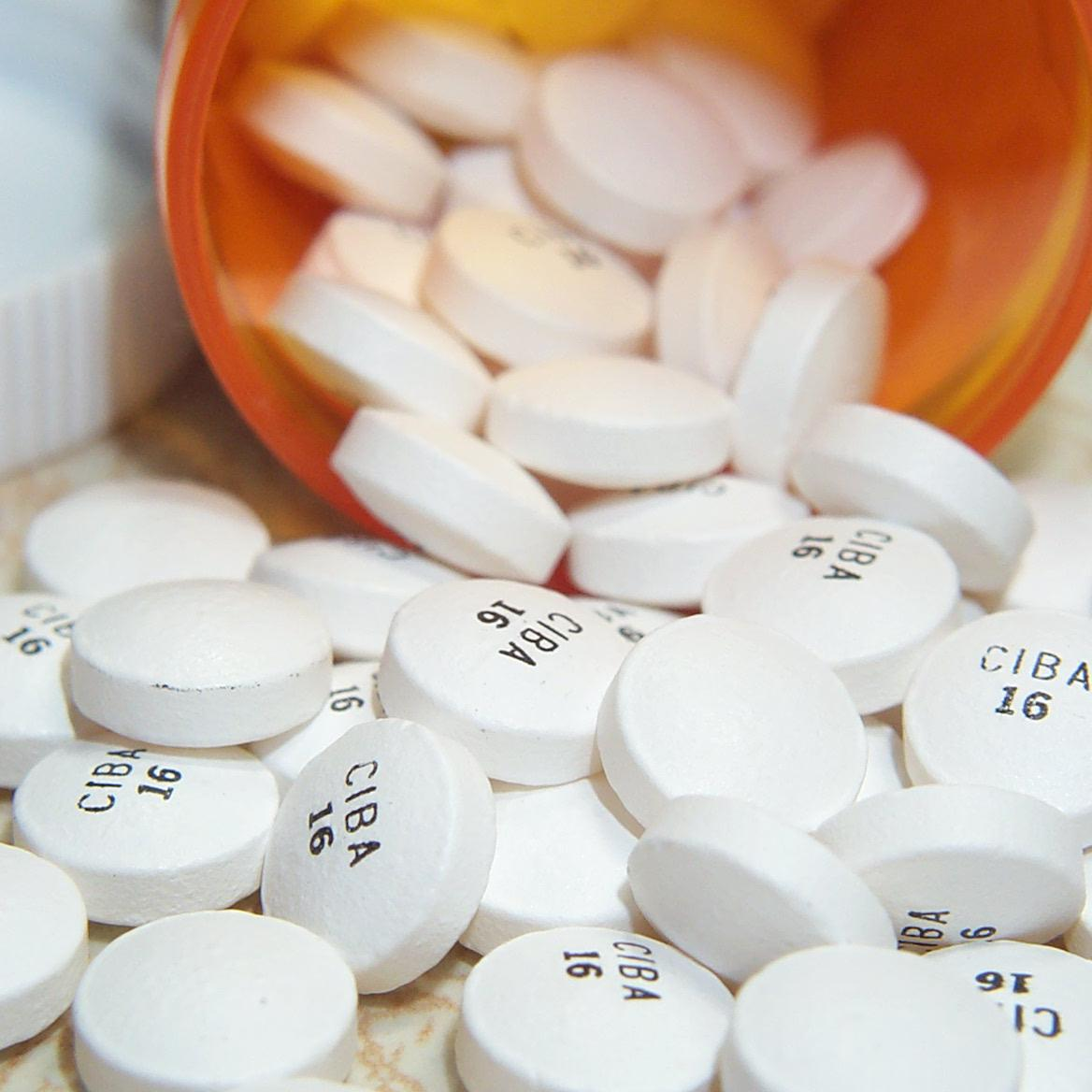

دواء تجريبي جديد هو اسم يطلق على المواد المفترض إدخالها التجارب السريرية، فتتطلب العملية موافقة إدارة الغذاء والدواء على الملفات المقدمة من شركات صناعة الدواء وفقاً للقوانين المتبعة على بدء التجارب السريرية. الملف يتضمن معلومات عن المادة الدوائية وضمان سلامتها للأشخاص الذي ستشملهم الدراسة. في حالة الموافقة على الملف ستبدأ المرحلة الأولى من التجارب السريرية.